# NGC 6278
NGC 6278 is een lensvormig sterrenstelsel in het sterrenbeeld Hercules. Het hemelobject werd op 15 mei 1784 ontdekt door de Duits-Britse astronoom William Herschel.

## Synoniemen
- UGC 10656
- MCG 4-40-11
- ZWG 139.29
- PGC 59426